# Mikołaj III d’Este
Mikołaj III d’Este (wł. Niccolò III d'Este, ur. 9 listopada 1383, zm. 26 grudnia 1441) – senior Ferrary, Modeny i Reggio od 1393 z rodu d’Este.
Mikołaj III urodził się w 1383 roku jako nieślubny syn Alberta d’Este. Przed śmiercią w 1393 roku Albert uznał go za syna i spadkobiercę. Do ukończenia przezeń 19 lat władzę w państwie sprawowali regenci. Dwukrotnie w 1393 i 1395 roku koalicja złożona z Wenecji, Florencji i Bolonii oraz papieża Benedykta IX odpierała próby zdobycia władzy nad Ferrarą przez krewnego Mikołaja III, Azza X wspieranego przez władców Mediolanu. Mikołaj III brał udział w wojnach przeciw Mediolanowi i Wenecji. W 1409 roku powiększył swoje państwo o Reggio i Parmę. W 1421 został zmuszony przez Filippo Maria Viscontiego, władcę Mediolanu do oddania mu władzy nad Parmą. W 1438 roku odzyskał od Wenecji Polesine, w 1440 roku kupił Bagnacavallo i Massalombarda w Romanii. W grudniu 1433 roku podejmował w Ferrarze cesarza Zygmunta Luksemburczyka, powracającego z koronacji w Rzymie. Od stycznia 1438 do stycznia 1439 roku był gospodarzem soboru w Ferrarze.
Mikołaj III przyczynił się też do rozwoju gospodarczego i kulturalnego Ferrary. Wzniósł dwa nowe pałace Belriguardo i Consandello. Odnowił rezydencję Estów w Wenecji. Założył w Ferrarze własną fabrykę kobierców, która działała przez ponad sto lat. Z Flandrii sprowadził śpiewaków kościelnych, którzy stali się zaczątkiem słynnego chóru ferraryjskiego. Przez całe życie gromadził francuskie opowieści rycerskie, które na potrzeby swych dworzan kazał tłumaczyć na włoski. W trosce o wychowanie synów sprowadził do Ferrary w 1429 roku Guarina z Werony, najznakomitszego wówczas humanistę we Włoszech. Sprowadził też innego znakomitego znawcę greki Giovanniego Aurispę, czyniąc Ferrarę centrum języka greckiego w ówczesnych Włoszech. Otaczał opieką rodzimych malarzy: Antonia da Ferrara, Jacopo Bonacossiego, Jacopo da Soncino zwanego Sagramoro. Zlecał też wykonywanie obrazów mistrzom spoza Ferrary: Pisanellowi, Jacopo Belliniemu.
Sporo pielgrzymował. W 1413 roku odbył trzymiesięczną pielgrzymkę do Ziemi Świętej. Był też z pielgrzymką w Loreto i Vienne w 1413 i 1434 roku.
Był trzykrotnie żonaty i miał wiele kochanek oraz nałożnic. Liczbę jego miłosnych podbojów szacuje się na około 800. Znanych jest jego 22 dzieci z różnych związków. W 1425 na wieść o romansie drugiej żony z najstarszym synem Hugonem, kazał oboje uwięzić, a następnie ściąć.
Zmarł 26 grudnia 1441 roku w Mediolanie. Został pochowany w Ferrarze.

## Polityczne koleje losu
Mikołaj urodził się w Ferrarze w 1383 roku jako nieślubny syn Alberta d’Este i Isotty Albaresani. W 1393, po śmierci pierwszej żony Albert d’Este poślubił Isottę Albaresani i uznał oficjalnie Mikołaja za swego syna i spadkobiercę. W tym samym roku zmarł, a 10-letni Mikołaj stał się przedmiotem sporów. Początkowo jako niepełnoletni został oddany pod opiekę rady (consiglio) złożonej z przedstawicieli zarówno możnowładztwa, jak i wszystkich cechów miejskich. Ponieważ ciało takie okazało się mało skuteczne w działaniu, w krótkim czasie opiekę nad młodym markizem przejęło czterech opiekunów i sprawowało ją do ukończenia przez Mikołaja 19 lat. Jego prawu do tronu Ferrary zaprzeczył jeszcze w 1393 roku krewny Azzo X, potomek Obizza II d’Este, kondotier na służbie władcy Mediolanu (przyszłego księcia) Gian Galeazza Viscontiego. W obronie małoletniego Mikołaja wystąpiła koalicja złożona z Wenecji, Florencji i Bolonii oraz papieża Benedykta IX. Zbrojna wyprawa Azza X, popierana częściowo przez wasali Estów, została odparta przez Azza da Castello. Azzo X wycofał się do Modeny. Dwa lata później, po śmierci Azza da Castello, z pomocą Giovanniego da Barbiano, na czele armii złożonej z 8.000 zbrojnych, Azzo X po raz drugi próbował zdobyć Ferrarę. 16 kwietnia 1395 został pobity pod Portomaggiore przez wojska weneckie pod wodzą Astorre I Manfredi, signora Faenzy i uwięziony najpierw w Faenzy, a następnie w Wenecji.
W 1403 Mikołaj III przystąpił do koalicji uformowanej przeciwko księciu Mediolanu. Został mianowany Kapitanem Generalnym Kościoła (Capitano Generale della Chiesa) przez papieża Bonifacego IX.

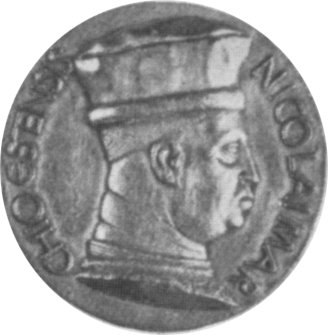
Medal z głową Mikołaja III

W 1404 roku przejściowo zajął Reggio, w 1405 roku zaatakował Piacenzę. W 1404 roku pomógł Franciszkowi da Carrara obronić Padwę przed atakiem Wenecjan. W 1405 roku w odwecie wojska weneckie obległy Ferrarę, domagając się praw do Ferrary dla Azza X. Mikołaj III został wówczas zmuszony do poczynienia ustępstw handlowych na rzecz Wenecji. W 1409 roku powiększył swoje państwo o Reggio i Parmę.
W 1421 Mikołaj III został zmuszony przez Filippo Maria Viscontiego do oddania mu władzy nad Parmą. W cztery lata później stanął na czele ligi przeciwko Viscontiemu.
W 1438 roku Mikołaj III odzyskał od Wenecji Polesine, w 1440 roku kupił Bagnacavallo i Massalombarda w Romanii.

## Apogeum panowania
Do najświetniejszych chwil rządów Mikołaja III należało przyjęcie cesarza Zygmunta Luksemburczyka w Ferrarze w grudniu 1433 roku, gdy ten wracał ze swojej koronacji w Rzymie. Cesarz pasował wtedy na rycerzy Leonella, Borsa i Herkulesa, a małego Zygmunta trzymał do chrztu.
W 1437 roku Mikołaj III został gospodarzem soboru, który miał za zadanie połączyć rozdzielone Kościoły wschodni i zachodni i obmyślić środki przeciw niebezpieczeństwu tureckiemu. Papież skłonił się do wybrania na miejsce obrad Ferrary między innymi z tego powodu, że w Ferrarze kwitnęło podówczas studium języka greckiego, co dawało większe gwarancje porozumienia się z greckimi gośćmi soboru. Na obrady przybyli papież Eugeniusz IV, cesarz bizantyński Jan VII Paleolog, despota Morei Demetriusz, patriarcha Konstantynopola Józef oraz wielu posłów i prałatów. Ponieważ ani Mikołaj, ani papież nie byli w stanie przez dłuższy czas ponosić kosztów utrzymania tak licznego zgromadzenia, po roku sobór przeniesiono do Florencji, która zebrała konieczne fundusze na ten cel. W tym czasie wybuchła w Ferzarze epidemia zarazy morowej, która sprawiła, że goście, przestraszeni nagłą śmiercią jednego ze wschodnich biskupów, tym śpieszniej opuścili miasto. Mikołaj III dumny z tego, że Ferrara stała się miejscem zwołania soboru zlecił malarzowi Antonio Albertiemu ozdobienie ścian pałacu, w którym znajduje się biblioteka miejska w Ferrarze, freskami przedstawiającymi sceny z obrad koncylium, na których przedstawieni zostali papież Eugeniusz IV, cesarz bizantyński, despota Morei, młody Leonello przemawiający do papieża. Freski te nie zachowały się.

## Rozwój Ferrary za panowania Mikołaja III

### Kultura materialna
Mikołaj III dbał o splendor swojego dworu. Wspierał rozwój nauki i sztuki, sprowadzanie uczonych i artystów. Wzniósł dwa nowe pałace Belriguardo i Consandello oraz odnowił rezydencję Estów w Wenecji. Sprowadzał z Flandrii meble i ubiory, z Paryża srebra stołowe, arrasy ze swymi herbami z Bruges. Chcąc się uniezależnić od kosztów importu arrasów flandryjskich, założył w Ferrarze własną fabrykę kobierców, która działała przez ponad sto lat. Z Flandrii sprowadził także śpiewaków kościelnych, którzy stali się zaczątkiem słynnego chóru ferraryjskiego.

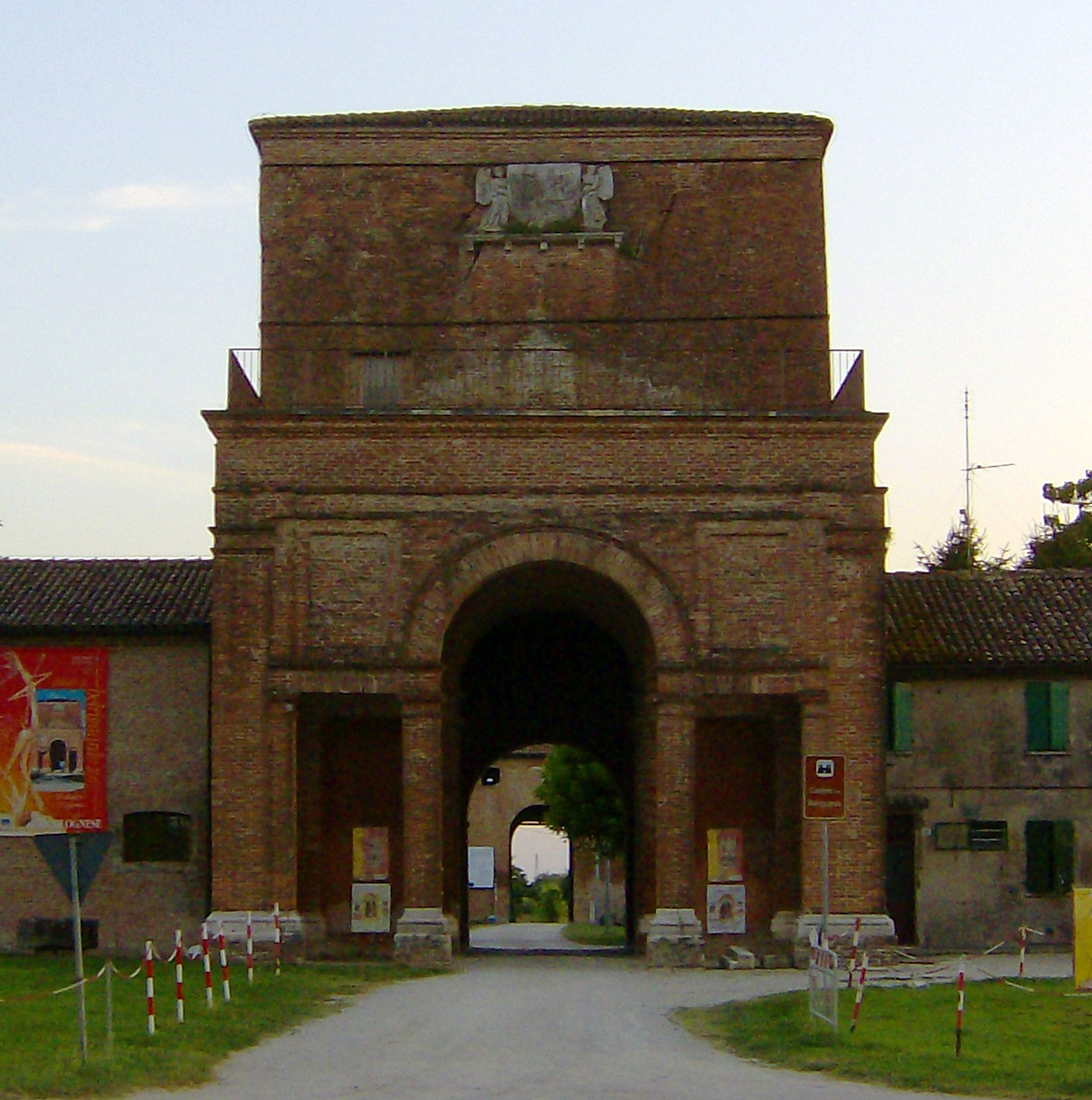
Wzniesiony przez Mikołaja III pałac Belriguardo

Mikołaj lubował się też w pięknych księgach francuskich, głównie rycerskich opowieściach dworskich. Sporo ich odziedziczył po ojcu, ale zbiór ten znacznie powiększył, każąc dokonywać odpisów i ozdabiać je miniaturami. Dla ozdabiania ksiąg utrzymywał na dworze miniaturzystów Giovanniego Faleoni i Jakuba d’Arezzo. Biblioteka na tyle się rozrosła, że kazał ją przenieść do osobnej komnaty w Torre de Rigobollo. Miał w niej Historię o św. Graalu, Proroctwa Merlina, Meliadusa, Lancilotta, Chronique de Saint Denis, Gutifre’a de Boion, Historie o Aleksandrze. Ponieważ nie wszyscy dworzanie rozumieli język francuski, opowieści te były przerabiane przez kantastoriów na włoski. Za panowania Mikołaja III sporządzono po raz pierwszy inwentarz księgozbioru. Dowodem fascynacji opowieściami rycerskimi były imiona dzieci brane z cyklu Karola Wielkiego czy Okrągłego Stołu: Meliaduse, Ginewra, Rinaldo, Isotta.

### Humaniści
W trosce o wychowanie synów Mikołaj III sprowadził do Ferrary w 1429 roku Guarina z Werony, najznakomitszego wówczas humanistę we Włoszech. Guarino był pierwszym Włochem, który uczył po grecku. Spędził dłuższy czas w Konstantynopolu i przywiózł stamtąd skrzynię greckich rękopisów. Od 1416 roku mieszkał w Weronie, którą musiał trzykrotnie opuszczać z powodu zarazy. Mikołaj III wykorzystał tę okoliczność i namówił Guarina, by się przeniósł wraz ze swą liczną rodziną do Ferrary. Powierzył mu wykształcenie syna Leonella, naznaczając świetną jak na owe czasy pensję 350 dukatów rocznie. Guarino założył w Ferrarze szkołę z konwiktem, w której uczniowie płacili 40 skudów rocznego utrzymania. Szkoła dzieliła się na trzy oddziały: na kurs elementarny, gramatykę i retorykę i miała za zadanie nauczyć młodzież po łacinie i po grecku, zapoznać ją ze starożytnymi autorami i wyrobić w niej giętkość umysłu, wprawiając ją w dyskusjach na najprzeróżniejsze tematy, od pospolitych po ściśle filozoficzne. Naukę łączył Guarino z ćwiczeniami ciała: polowaniami, pływaniem i tańcami. Dbał też o rozwój duchowy swych podpopiecznych i codziennie rano prowadził ich na mszę do kościoła. Do jego szkoły przyjeżdżała młodzież z Anglii, Francji, Niemiec, Polski i Węgier.
Nieco wcześniej sprowadził Mikołaj III do Ferrary, dla kształcenia Meliadusa, Giovanniego Aurispę, słynnego z gruntownej znajomości języka greckiego i sporej biblioteki greckich autorów, którą zgromadził, bądź kupując rękopisy, bądź pożyczając i nie oddając. Aurispa, karierowicz wykorzystujący naukę do zdobywania korzystnych prebend duchownych, ksiądz, żyjący ze świecką swobodą, po jakimś czasie przeniósł się do Rzymu, gdzie uzyskał nominację na stanowisko sekretarza kurii rzymskiej. Oprócz Aurispy Mikołaj III sprowadził do Ferrary Hugo Benziego, medyka, fizyka, filozofa i literata, który uczył uprzednio w Padwie, Bolonii, Pawii, Florencji i Paryżu, oraz słynnego lekarza i pisarza Michała Savonarolę, dziada słynnego florenckiego kaznodziei.

### Malarze
Na ostatnie lata panowania Mikołaja III przypadają też początki malarstwa ferraryjskiego. Pojawiają się wówczas pierwsze wyraźniejsze osobowości artystyczne. W latach 1438–1464 tworzy w Ferrarze i okolicy Antonio Alberti zwany też Antoniem da Ferrara. Pozostały po nim freski u św. Petroniusza w Bolonii i w kościele S. Antonio Abbate in Polesine w Ferrarze, trzy obrazy w Urbino i freski w kaplicy cmentarnej w Talamello koło Pesaro. Jego najświetniejsze dzieło freski namalowane w pałacu w Ferrarze, na zamówienie Mikołaja III, uświetniające pamięć obrad soboru, który odbył się w Ferrarze, uległy zniszczeniu. Ozdobienie pałacu Estów w Wenecji zlecił Mikołaj III innemu malarzowi ferraryjskiemu Jacopo Bonacossiemu, z miejscowej rodziny malarzy, o której źródła wspominają poczynając od 1379 roku po rok 1504. Jacopo Bonacossi ozdabiał też ściany zamku w Belriguardo i Argencie oraz klasztoru w Belfiore. Innym słynnym malarzem tego rodzaju był Jacopo da Soncino zwany Sagramoro, który w swej pracowni ozdabiał szkatułki, skrzynki do przechowywania sreber, sztandary, figury z papieru. Zamawiano u niego również tarcze z malowanymi herbami, rysunki na arrasy, które miały być tkane we Flandrii; pięknie ozdabiał kominki i sufity, jak również karty do taroka, malowane farbami olejnymi, które miały duże wzięcie na dworze ferraryjskim.
W 1441 roku Mikołaj III zlecił wykonanie portretu syna Leonella Pisanellowi, odwiedzającemu od 1435 roku w Ferrarze swego przyjaciela Guarina. W trakcie pracy nad portretem przybył do Ferrary z Wenecji Jacopo Bellini również w celu wykonania portretu młodego markiza. Mikołaj III wyżej ocenił dzieło wenecjanina, nie wpłynęło to jednak ujemnie na dobre stosunki Pisanella z dworem ferraryjskim. Pojawienie się w Ferrarze znakomitych obcych artystów doprowadziło do przewrotu w malarstwie ferraryjskim, do tego czasu bardzo niejednolitym i zorientowanym głównie użytkowo, na dekorację pomieszczeń i przedmiotów.

## Pielgrzymki

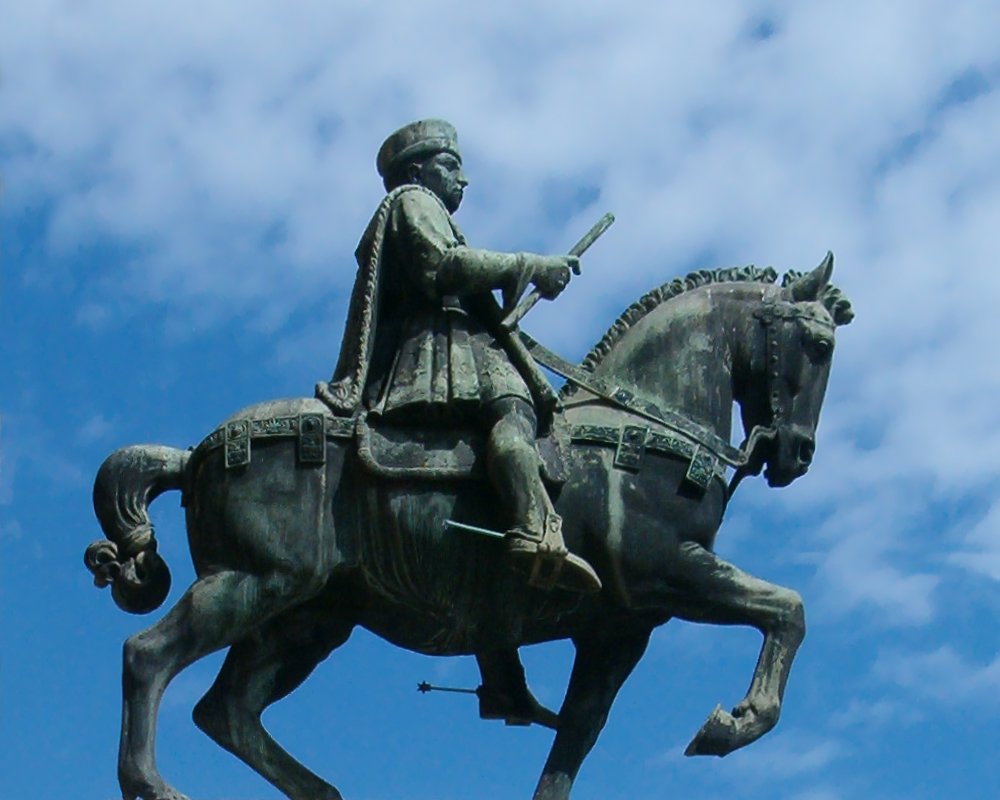
Konny pomnik Mikołaja III

6 kwietnia 1413 roku trzydziestoletni Mikołaj III wyruszył w otoczeniu pięćdziesięciu przyjaciół na pielgrzymkę do Ziemi Świętej. Uczestnicy wyprawy byli ubrani w czarne stroje z czerwonym krzyżem na piersiach. Wypłynęli na weneckiej galerze z portu San Niccolò de Lido. Zatrzymali się najpierw w Puli, aby obejrzeć tamtejsze zabytki rzymskie. Markizowi bardzo podobała się „Arena”. Na Korfu gubernator wenecki podejmował ich obiadem w gaju pomarańczowym podczas którego słuchali śpiewu mnichów greckich. Zwiedzili też wyspę Rodos. 11 maja wylądowali w Syrii, 15 dotarli do Jerozolimy, w której pozostali 4 dni. Dwa razy w tym czasie pielgrzymowali do Grobu Pańskiego. Mikołaj III najpierw przeleżał tam krzyżem całą noc, a za drugim razem modlił się gorąco przez dwie godziny. Po nabożeństwie u Grobu Pańskiego pasował na rycerzy Alberta della Scala, Feltrina Boiarda, dziada poety Mattea Boiarda i Piotra Rossiego. Pątników bardzo gniewało, że na każdym kroku musieli się opłacać, jak mówili, „psom tureckim”; za wyjście na górę Syjon po cztery dukaty, za wejście do Doliny Jozafata – pół, a za zwiedzanie Grobu Chrystusa – półtora dukata.
W drodze powrotnej zatrzymali się sześć dni na Cyprze, na dworze tamtejszego króla. Mikołaj III wstąpił też na Cyterę, aby zobaczyć miejsce, z którego została porwana grecka Helena. Pielgrzymi stanęli w Ferrarze szóstego lipca po trzech miesiącach podróży.
W 1414 roku Mikołaj III pielgrzymował do Loreto, gdzie zawiesił model Ferrary wykonany ze srebra. Jeszcze w tym samym roku, 19 czerwca, odbył pielgrzymkę do relikwii św. Antoniego w Vienne w południowej Francji. Z Vienne udał się do Mont-Saint-Michel w Normandii. W drodze powrotnej dostał się do niewoli markiza de Ceva, rycerza-rabusia, który urządził na pielgrzymów zasadzkę w górach Piemontu. Hrabia sabaudzki wysłał wówczas na pomoc markizowi oddział wojska, który uwolnił go z opresji. Markiz Ceva zapłacił za swój czyn głową, a zamek Ceva zrównano z ziemią.
W 1434 roku Mikołaj III udał się po raz drugi z pielgrzymką do św. Antoniego w Vienne, a w 1435 roku do św. Annuncjaty we Florencji, gdzie jako wotum zostawił rzeźbę – dużego konia z wosku, za wykonanie którego zapłacił artyście pięćdziesiąt florenów.

## Pierwsze małżeństwo i związek ze Stellą dell’Assassino
W 1397 roku trzynastoletni Mikołaj został ożeniony przez swych opiekunów, z pobudek politycznych z piętnastoletnią Gigliolą da Carrara, córką signora Padwy. Małżeństwo było nieszczęśliwe. Gigliola nie miała dzieci, była chorowita i po 9 latach małżeństwa zmarła. Mikołaj biorąc odwet na opiekunach rozwinął bogate życie erotyczne. Liczbę jego miłosnych podbojów, współcześni liczyli na 800. W Ferrarze mówiono, że po jednej i drugiej stronie Padu biegają tylko dzieci Mikołaja. Historia przekazała imiona 22 nieślubnych dzieci Mikołaja.
Jeszcze za życia Giglioli Mikołaj związał się z piękną Stellą dell’Assassino ze znakomitej sieneńskiej rodziny Tolomei. Część Tolomeich w trakcie bratobójczych walk wyemigrowała do Asyżu i była nazywana Assisini, z czego urobiono nazwisko Assassini. Współcześni prześcigają się w pochwałach Stelli, chwalą jej troskliwość o ubogich, roztropność, obyczajność, nazywają ją kwiatem wstydliwości (flos pudentiae). Niestały w swych związkach Mikołaj spędził z nią prawie 18 lat, traktując ją niemal jak żonę, co nie oznacza, że nie przerywał tego związku przelotnymi romansami. W 1406 roku Katarzyna degli Albersani, córka lekarza, urodziła mu syna Meliadusa, a Kamilla della Tavola, mężatka, dwójkę dzieci, Alberta i Gurona Marię. Stella urodziła Mikołajowi trzech synów: Hugona (1405), Leonella (1407) i Borsa (1413), których bardzo troskliwie wychowywał i wśród których widział swego następcę. Po śmierci Giglioli w 1406 roku ferraryjczycy spodziewali się, że Mikołaj poślubi Stellę. Ten jednak zwlekał i ostatecznie w 1418 roku, w wieku 35 lat poślubił Parisinę de Malatesta, córkę Andrzeja de Malatesta i Lukrecji degli Ordelatti z Rawenny. Stella umarła rok później ze zgryzoty. Jej śmierć nie zmieniła stosunku Mikołaja do zrodzonych z niej synów. Nadal uważał ulubionego Hugona za swego następcę i trzymał go u swego boku, a młodszym Leonellowi i Borsowi zapewnił staranne wykształcenie.

## Tragedia Hugona i Parisiny
Druga żona Mikołaja III, Parisina, szybko pozyskała sobie miłość swego otoczenia. Hojna dla dam swego dworu, świadczyła im różne dobrodziejstwa i obsypywała podarkami. Lubiła czytać rycerskie romanse, szczególnie te dotyczące losów Tristana i Isotty oraz romansu Girone il Cortese. Lubiła grywać na lutni, słuchać domowego kapelana Fra Maginarda czytającego jej psalmy. Kochała zwierzęta, zwłaszcza konie. Miała własną stajnię wyścigową, a jej dżokej Giovanni da Rimini odnosił zwycięstwa na Paliach w Weronie, Mantui, Modenie, Bolonii i Mediolanie. Z Wenecji sprowadzała rzadkie ptaki. Lubowała się w zbytku i bogatych strojach, z Mediolanu i Wenecji sprowadzała bogate materie, klejnoty i pachnidła. Parisina urodziła Mikołajowi troje dzieci. Syn umarł zaraz po urodzeniu. Natomiast wychowaniem córek Łucji i Ginerwy zajmowała się osobiście.
Z otoczenia męża szczególnie upodobała sobie Hugona, który w odróżnieniu od swych młodszych braci, stale bawił w Ferrarze, i któremu Mikołaj niczego nie odmawiał wydając spore sumy na najdroższe stroje, konie i sokoły dla niego, gdy Leonello, Borso i Meliaduse musieli uczyć się oszczędnego życia. Kroniki podają, że Parisina początkowo nie lubiła Hugona i że Mikołaj cierpiał z tego powodu, aż wreszcie wysłał żonę w towarzystwie syna na pielgrzymkę do Loreto, żeby ten pozyskał względy macochy. Zbliżenie obojga przerosło oczekiwania markiza, Hugo i Parisina wrócili bowiem z pielgrzymki jako kochankowie. W Ferrarze kontaktowali się ze sobą przez zaufanych służących. Powiernikiem Hugona był Aldobrandino Rangoni, a powiernicą markizy jedna z jej służek, która zdradziła tajemnicę Giacomowi Rubino, ulubionemu słudze markiza. Rubino całą rzecz opowiedział swemu panu. Ten natychmiast, w nocy z 20 na 21 maja 1425 roku kazał uwięzić kochanków. Hugona zamknął w lwiej wieży, a Parisinę w wieży zwanej dzisiaj Torre Marchesana. W kilka godzin później skazał oboje na śmierć. Mimo że stary sługa Uggacion Contrario i minister markiza Alberto del Sale błagali Mikołaja o zmiłowanie dla winowajców, ten nie ustąpił. Następnej nocy kat ściął Hugona, po czym Rubino udał się do wieży, w której zamknięto markizę. Parisina sądziła początkowo, że ją chcą przeprowadzić do ciemnicy i spytała, co stało z Hugonem. Gdy dowiedziała się, że zginął, odparła, że i ona nie chce dłużej żyć. W lochach gdzie czekał na nią kat, sama zdjęła klejnoty i obnażyła szyję pod topór.
Zwłoki pochowano w kościele San Francesco. Markiz, gdy dokonał zemsty, wpadł w szał rozpaczy. Gryzł laskę, którą trzymał w ręku, płakał i wzywał ulubionego Hugona. Nazajutrz wydał rozkaz, by uwięziono Aldobrandina Rangoniego, którego następnie ścięto w Modenie, a do włoskich dworów wystosował pismo, w którym donosił o zaistniałych wypadkach. Dalej też szalał z bólu i gniewu. Wydał rozkaz, aby wszystkie kobiety w Ferrarze, które zdradziły swych mężów, zostały oddane pod miecz, aby sprawiedliwość nie tylko na jego żonie się spełniła. Pierwszą ofiarą tej decyzji padła żona dworzanina Mikołaja, Laudania Romei. Po jej śmierci markiz przyszedł do opamiętania i cofnął rozkaz.

## Śmierć

Herb Mikołaja III

Mikołaj III zmarł w Mediolanie w 26 grudnia 1441 roku w trakcie rozmów mających na celu zawarcie pokoju między Mediolanem a Wenecją. Następcą swoim wyznaczył Leonella, w razie jego śmierci – Borsa, a gdyby i on zmarł, wtedy dopiero synów z prawego łoża – Herkulesa i Zygmunta. Zwłoki markiza sprowadzono do Ferrary. Zgodnie z jego wolą obnażone ciało złożono do trumny i pochowano w kościele S. Maria di Belfiore. Pogrzeb był skromny. Kondukt pogrzebowy przesuwał się ulicami Ferrary w zupełnej ciszy, wśród tysięcy zapalonych pochodni. Na dworze esteńskim długo zachowywano żałobę po zmarłym. Jeszcze rok później meble i ściany pokryte były czarnym suknem, a margrabiowie i dworzanie nosili ubrania z czarnego aksamitu, czarne berety i rękawice. Każdy z ferraryjskich humanistów poczuwał się też do obowiązku napisania pochlebnych epitafiów na śmierć markiza, sam Guarino ułożył ich aż cztery.

## Małżeństwa i dzieci
Po raz pierwszy ożenił się z Gigliolą da Carrara, córką Francesco Novello da Carrara, seniora Padwy w czerwcu 1397. Zmarła ona w czasie epidemii w 1416. Nie mieli znanych dzieci.
Po raz drugi ożenił się z Parisiną Malatestą, córką Andrei Malatesty. Została ona zgładzona 21 maja 1425 za związek z Ugo, nieślubnym synem Mikołaja. Mieli troje dzieci:
- Ginevrę d’Este (24 marca 1419 – 12 października 1440) – wyszła za swego kuzyna Zygmunta Pandolfa Malatestę.
- Luzię d’Este (24 marca 1419 – 28 czerwca 1437) – wyszła za Carlo Gonzagę z Mediolanu, władcę Sabbionety.
- Alberta Karola (ur. i zm. 1421).

Po raz trzeci ożenił się z Ricciardą z Saluzzo w 1429, córką Tommaso III di Saluzzo i Marguerite z Roussy. Mieli dwoje dzieci:
- Herkulesa I (26 października 1431 – 15 czerwca 1505) – senior Ferrary w latach 1471-1505
- Zygmunta (1433 – 1 kwietnia 1507).

Posiadał także dzieci nieślubne:
Ze Stellą dei Tolomei dell’Assassino:
- Hugona (ur. 1405) – zabitego przez ojca 21 maja 1425 z powodu związku z Parisiną Malatesta.
- Leonella (1407 – 1450) – seniora Ferrary w latach 1441-1450.
- Borsa (1413 – 1471) – seniora Ferrary w latach 1450-1471.

Z Cateriną z Medyceuszy:
- Meliadusa (1406 – 1452) – opata Pomposy i Ferrary.

Z Filippą della Tavola:
- Gurone Marię (zm. 1484) – opata Nonantola Santa Maria di Gavello e Campagnola
- Alberta (1415 – 8 kwietnia 1502) – signora Polesine de Rovigo 1471/1474

Z Katarzyną córką Taddea:
- Isottę (1425 – 1456) – wyszła za Oddantonia da Montefeltro księcia Urbino, po raz drugi za Stefana Frangipani księcia Segni.
- Kamillę – wyszła za Rodolfo da Varano of Camerino.
- Beatrycze (1427 – 1497) – Wyszła za Mikołaja da Correggio, księcia Correggio.

Z nieznaną kobietą:
- Rinalda (ok. 1435–1503) – męża Lukrecji wdowy po Giambartolomeo markizie Caretto.

z Anną da Roberti:
- Blankę Marię (18 grudnia 1440 – 12 stycznia 1506) – wyszła za Galeotto Pico della Mirandola[1].